# Dąbie koło Dębicy
Dąbie koło Dębicy – przystanek osobowy w Dąbiu, w gminie Przecław, w pow. mieleckim, w województwie podkarpackim, w Polsce.

## Ruch pasażerski
| Rok  | Wymiana pasażerska na dobę |
| ---- | -------------------------- |
| 2017 | –                          |
| 2022 | 20-49                      |